# Affaire Epstein
Ne doit pas être confondu avec Affaire Harvey Weinstein.
Le texte peut changer fréquemment, n’est peut-être pas à jour et peut manquer de recul. 
Le titre et la description de l'acte concerné reposent sur la qualification juridique retenue lors de la rédaction de l'article et peuvent évoluer en même temps que celle-ci.
L’affaire Epstein est une affaire pédo-criminelle impliquant Jeffrey Epstein, milliardaire américain de la jet set ayant fait fortune dans la finance et la gestion de patrimoine. Plusieurs personnalités sont également mises en cause et d'autres procédures sont ouvertes.
Il était affilié à plusieurs affaires de pédophilie depuis les années 2000. En 2019, il est accusé de diriger un réseau de prostitution international et est arrêté par le FBI au New-Jersey. Incarcéré dans la prison de Manhattan, dans l’attente d’un procès pour trafic de mineurs où il risque la perpétuité, il est retrouvé inanimé dans sa cellule anti-suicide, mettant fin à la procédure le visant. Deux enquêtes sont alors ouvertes aux États-Unis à la suite de ce qui est décrit comme un « suicide apparent » afin de poursuivre ses complices.
Sa compagne, Ghislaine Maxwell, est arrêtée le 2 juillet 2020 et inculpée pour trafic de mineurs et parjure. Elle est reconnue coupable pour cinq des six chefs d'inculpation lors de son procès fin-2021, puis est condamnée à vingt ans de prison pour complicité de trafic sexuel le 28 juin 2022.
En février 2025, le département de la justice américain décide de déclassifier plusieurs éléments de l'enquête concernant Jeffrey Epstein. Cependant, la décision du FBI et du DOJ, en juillet de la même année, de clôturer cette enquête relance l'intérêt du public pour l'affaire Epstein. Le flou autour de la relation entre le financier et l'actuel président des États-Unis d'Amérique, Donald Trump, en est la principale cause.

## Contexte

### Premières accusations
En 1996, l'artiste Maria Farmer alerte les autorités locales et fédérales au sujet d'une agression sexuelle qu'elle aurait subie de la part de Jeffrey Epstein et de Ghislaine Maxwell lors de son travail comme artiste en résidence dans la propriété de Les Wexner dans l'État d'Ohio. Moins d'un an après cette plainte, l'actrice Alicia Arden signale à la police de Los Angeles que Jeffrey Epstein se serait fait passer pour un recruteur de la marque de lingerie Victoria's Secret, appartenant à Les Wexner, avant de commettre une autre agression sexuelle alléguée. En 2001, il est interdit d’accès à la propriété de Donald Trump à Mar-a-Lago car accusé d'avoir eu une relation avec une membre mineure dans la propriété de ce dernier,.

### Procédure judiciaire à Palm Beach et emprisonnement

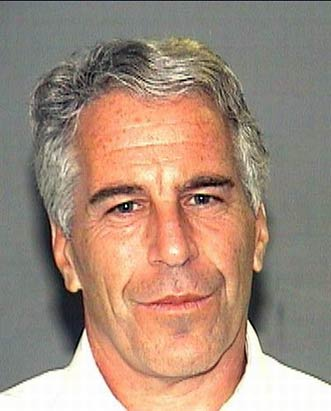
Photo d'identité judiciaire de Jeffrey Epstein en 2006.

En mars 2005, une femme a contacté la police de Palm Beach en affirmant que sa fille de 14 ans avait été emmenée au manoir de Jeffrey Epstein par une fille plus âgée et payée 300 dollars après un déshabillage (en sous-vêtements) et avoir été massée,.
La police a entamé une enquête (onze mois) suivie d'une perquisition concluant qu'Epstein avait payé plusieurs « escorts » pour accomplir des actes sexuels avec lui. Sur la base des dires de cinq victimes présumées et dix-sept témoins sous serment, d'un relevé de notes et d'objets trouvés chez Epstein, les enquêteurs concluent que certaines des filles étaient mineures au moment des faits. Un grand nombre de photos de jeunes filles ont été trouvées partout dans la maison (dont certaines avaient été auditionnées plus tôt par la police). Selon les enquêteurs en 2006, Epstein avait caché des caméras dans de nombreux endroits de sa propriété pour enregistrer les rapports sexuels entre des personnalités et des prostituées, à des fins de chantage,,.
Epstein avait mis en place un système pour recruter des jeunes femmes par d'autres femmes, pour ses services de massage. Deux femmes de ménage ont déclaré à la police qu'Epstein recevait des « massages » chaque jour, quand il était à Palm Beach. En mai 2006, la police de Palm Beach a finalement émis une inculpation pour plusieurs chefs d'accusation dont relations sexuelles illégales avec des mineurs et atteinte à la pudeur. À la demande de son équipe d'avocats (dont Gerald Lefcourt, Alan Dershowitz et, plus tard, Ken Starr), Epstein a subi un test au détecteur de mensonge où il a été demandé s'il connaissait le statut de mineur des filles (bien qu'un détecteur de mensonge ne soit généralement pas recevable devant la cour d'un tribunal),,,.
Au lieu de suivre les recommandations de la police, les procureurs ont examiné des éléments de preuve faible et les ont présentés à un grand jury. L'ancien chef de la police de Palm Beach, Michael Reiter, a plus tard écrit au Procureur de l'État, Barry Krischer, en se plaignant de la manière « très inhabituelle » dont l'affaire était conduite et en lui demandant de s'en retirer. Le grand jury n'a retenu qu'une seule accusation criminelle (sollicitation de prostitution), pour laquelle Epstein n'a pas plaidé coupable, en août 2006,,,.
Accusé d’avoir mis sur pied un système très élaboré de trafic de mineures, pour la plupart issues de milieux sociaux défavorisés, il encourt en 2008 la prison à perpétuité. Il conclut cependant un accord secret de non-poursuite avec les procureurs fédéraux de Floride lui permettant de faire face à des chefs d’accusation allégés. En 2008, Epstein plaide donc coupable pour racolage de mineures et négocie une peine de prison de dix-huit mois, ainsi que l’immunité judiciaire pour ses complices. Il effectue sa peine dans des conditions particulièrement favorables, obtenant notamment le droit de se rendre à son bureau six jours par semaine. Aucune de ses victimes ne fut informée de l’accord passé avec les procureurs, alors même qu’une loi l’impose.
Des courriels divulgués dans la presse en 2018 révèleront que les procureurs ont été dépassés et impressionnés par le pouvoir d’Epstein, manifestant une immense déférence à l’égard de ses avocats. Le procureur Alexander Acosta, devenu secrétaire au Travail dans l'administration Trump, sera contraint à la démission en 2019 à la suite de ces révélations.
Il a été libéré au bout de treize mois et inscrit sur la liste des délinquants sexuels. Il est visé par deux accusations criminelles à la suite de l'accord passé avec l’accusation, tandis qu'à l'époque les détectives fédéraux ont pu identifier trente-six de ses victimes, dont certaines avaient moins de 14 ans. Une controverse s’ensuit sur la manière dont cette affaire a été traitée,,.
Lorsque les accusations sont devenues publiques, plusieurs personnes ou entités ayant reçu des dons de la part du milliardaire lui ont renvoyé l’argent, dont Eliot Spitzer, Bill Richardson, et le département de la police de Palm Beach. L'université Harvard a annoncé qu'elle ne lui retournerait pas l'argent. Plusieurs dons de bienfaisance faits par Epstein au financement de l'éducation des enfants ont également été remis en question,,.
Le 18 juin 2010, l'ancien majordome d'Epstein, Alfredo Rodriguez, a été condamné à dix-huit mois de prison pour avoir tenté de vendre un enregistrement d'Epstein. L'agent spécial Christina Pryor a examiné l'enregistrement et a convenu qu'il « aurait été extrêmement utile dans les enquêtes et la poursuite des cas, y compris pour les noms et les coordonnées de témoins et pour la détection de victimes supplémentaires »,,.

### Nouvelles accusations en 2015 et 2016
En janvier 2015, une américaine de 31 ans, Virginia Roberts Giuffre, a affirmé (sous serment) qu'à l'âge de 17 ans (et de 1999 à 2002), elle avait été utilisée par Epstein comme « esclave sexuelle » à son service et celui de ses amis puissants, dont le prince Andrew et un professeur de droit de Harvard, Alan Dershowitz. Elle a affirmé avoir subi des abus physiques qui lui ont fait craindre pour sa vie.
Elle a allégué que le FBI pourrait avoir été impliqué dans une couverture, évoquant aussi le recrutement d'autres filles. Le prince Andrew, Epstein et Alan Dershowitz ont tous nié avoir eu des rapports sexuels avec elle, et Dershowitz a intenté une action judiciaire contre ses accusations,,. Un journal censé appartenir à Virginia Roberts a été publié en ligne,.
Au sein de la BBC, l'émission Panorama a prévu une enquête sur le scandale. Au début de 2015, aucune juridiction n'avait tranché sur ces affirmations.
Le 7 avril 2015, le juge Kenneth Marra a jugé que les allégations nouvelles formulées par Virginia Roberts contre le prince Andrew n'avaient pas d'incidence sur l'accord de non-poursuite et devaient être retirées du dossier. Le juge Marra n'a rendu aucune décision concernant la véracité ou non des affirmations faites par Virginia Roberts, elle a expressément déclaré que Roberts, plus tard, pourrait apporter ses preuves quand son affaire serait portée devant la cour.
Le 6 février 2008, une femme (restée anonyme) de Virginie a déposé plainte contre Epstein, devant la cour fédérale, en réclamant cinquante millions de dollars alléguant que quand elle avait 16 ans, en 2004-2005, elle a été « recrutée » pour donner à Epstein un massage dans son manoir, où elle aurait obtenu 200 $ pour avoir des relations sexuelles avec lui. Une plainte semblable (50 millions de dollars demandés) a été déposée par une autre femme en mars 2008, représentée par le même avocat. Plusieurs de ces poursuites ont été jugées non recevables et d'autres réglées à l'amiable. Epstein aurait jusqu'à présent réglé 17 cas à l'amiable et d'autres cas étaient en cours de négociation au moment de sa mort. Le 30 décembre 2014, une autre plainte (déposée en Floride) concerne une violation du « Crime Victims' Rights Act ». Dershowitz est accusé d'avoir abusé sexuellement d'une mineure « fournie » par Epstein. Les allégations portées à l'encontre de Dershowitz ont été finalement éliminées après que son avocat a soutenu qu'elles étaient sans fondements. Un document de la cour allègue qu'Epstein a procuré des jeunes filles mineures à « d'éminents politiciens américains, puissants dirigeants d'entreprises, des présidents étrangers, un Premier ministre bien connu, et d'autres dirigeants du monde ».
En juin 2016, une autre femme a déposé plainte devant un tribunal civil, accusant Epstein et Donald Trump, alors candidat républicain à l'élection présidentielle, de l'avoir violée quand elle avait 13 ans, de manière répétée, en 1994, attachée à un lit, et battue alors qu'elle les suppliait d'arrêter, puis menacée de représailles physiques contre elle et sa famille si elle parlait,,.

### Emprisonnement de Jeffrey Epstein en 2019
Jeffrey Epstein est arrêté le 6 juillet 2019 à l'aéroport de Teterboro dans le New Jersey et accusé de trafic sexuel et d'organisation de trafic sexuel par des procureurs de l'unité de corruption publique du district sud de New York. Dans l'acte d'accusation, il est accusé d'avoir sollicité des massages à des filles mineures où les activités devenaient de plus en plus sexuelles, puis d'avoir enrôlé les filles pour recruter d'autres victimes mineures contre rémunération. Le procureur américain Geoffrey Berman du tribunal de district américain du district sud de New York appelle les autres victimes d'Epstein à se manifester. L'acte d'accusation fédéral énumère également le rôle clé des « employés et associés » rémunérés d'Epstein responsables de l'établissement du calendrier des victimes. Jeffrey Epstein est incarcéré à New York, au Metropolitan Correctional Center. Son procès est fixé par le procureur à juin 2020. Epstein encourt alors une peine allant jusqu'à 45 ans de prison.

## Suites de l'affaire

### Mort en prison de Jeffrey Epstein

#### Suicide d'Epstein

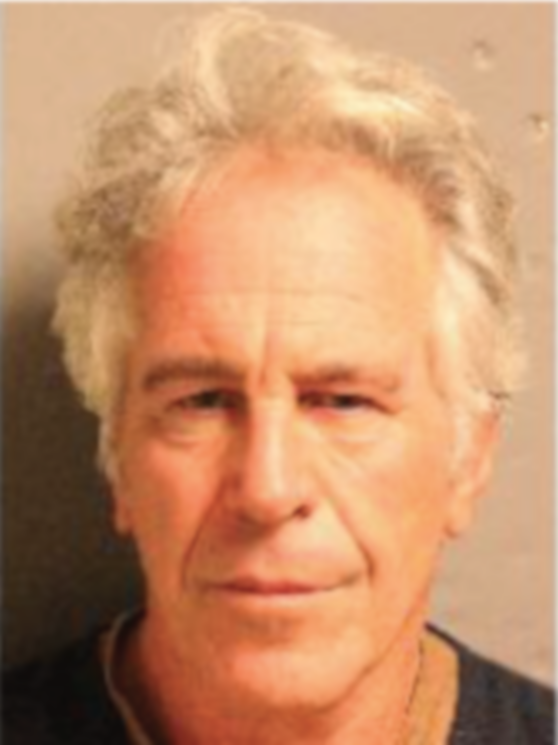
Dernière photo d'identité judiciaire de Jeffrey Epstein (datée de juillet 2019).

Le 10 août 2019, à 6 h 30 du matin, alors que les gardiens distribuaient le petit-déjeuner, Epstein a été retrouvé inanimé sur le sol de sa cellule du Metropolitan Correctional Center à New York, agenouillé, avec une bande de drap enroulée autour du cou, ce dernier présentant aussi "des marques". Le drap était attaché au sommet de sa couchette. Il a été supposé qu'il était resté ainsi depuis environ deux heures. Les gardes ont pratiqué un massage cardiaque sur Epstein, et d'autres prisonniers les auraient entendus crier « Respire, Epstein, respire ! ». À 6 h 33, les gardiens ont donné l'alerte, avertissant leur supérieur à qui ils ont dit : « Epstein s'est pendu ». Transporté en urgence absolue vers l'hôpital new-yorkais le plus proche, Jeffrey Epstein est déclaré mort à 6 h 39. L'administration pénitentiaire fédérale américaine annonce officiellement quelques heures plus tard via les médias la mort du milliardaire, qui se serait donc suicidé, à l'âge de 66 ans,. Le procureur de New York, Geoffrey Berman, évoque un suicide « apparent ». Dans les jours qui suivent, le directeur de la prison est muté et deux employés sont suspendus.

#### Annonce et réactions
L'annonce de son décès déclenche un scandale aux États-Unis, sa mort étant vue comme un moyen pour de nombreuses personnalités d’échapper à des accusations ou poursuites. La surveillance spéciale dont bénéficiait Epstein depuis le 23 juillet, justement en raison d'une tentative de suicide, avait été rapidement levée. Si les autorités américaines, sur le fondement d'une autopsie réalisée sur le corps de Jeffrey Epstein, ont conclu à une mort par pendaison, un autre médecin légiste, engagé par la famille Epstein, a conclu à un possible étranglement.
Après sa mort, deux enquêtes sont ouvertes : une par le FBI et une seconde par l'Inspecteur général du département de la Justice des États-Unis. Le 12 août 2019, les secrétaires d’État français Marlène Schiappa et Adrien Taquet réclament l’ouverture d’une enquête en France, des victimes et des complices d'Epstein pouvant être de nationalité française. Onze jours plus tard, le parquet de Paris ouvre une enquête pour viols sur mineurs et agressions sexuelles.
Le 25 août 2019, Jeffrey Epstein est inhumé aux côtés de ses parents, Seymour et Paula, à Palm Beach en Floride.
La mort d'Epstein, que les autorités ont dans un premier temps qualifié de « suicide apparent », a déclenché de multiples enquêtes sur la façon dont un détenu de cette importance, qui était censé être l'objet d'une surveillance accrue, a pu mourir sous garde fédérale. La mort du suspect a également suscité l'indignation de ses victimes et de leurs représentants, qui espéraient que le procès d'Epstein l'année suivante permettrait de rendre justice.
Parmi les points qui font polémique, figure l'absence de surveillance du détenu. Au mois de juillet 2019, Epstein avait été retrouvé dans sa cellule avec des marques autour du cou, et les autorités avaient tenté de déterminer s'il avait été attaqué ou s'il avait tenté de se suicider. À la suite de cet incident, Epstein avait été placé sous « surveillance pour risque de suicide ». Malgré cela, le personnel de la prison n'a pas contrôlé la cellule d'Epstein pendant « plusieurs heures » avant sa mort, violant ainsi le protocole qui prévoit que toutes les trente minutes quelqu'un doit vérifier la cellule. En outre, Epstein n'aurait pas dû être seul dans sa cellule. Une personne partageait bien sa cellule mais avait été transférée la veille, pour des raisons non encore élucidées, et Epstein n'avait pas reçu de nouveau compagnon de cellule. Epstein, qui avait déjà été placé sous surveillance, est donc resté seul. Les premiers résultats de l'autopsie n'ont fait que renforcer les interrogations concernant la mort d'Epstein. Le Dr Marc Siegel estime qu'il est maintenant « plus probable » que la mort de Jeffrey Epstein soit un homicide plutôt qu'un suicide, en raison de l'autopsie complète du corps d'Epstein, qui a trouvé des os cassés dans le cou, y compris l'os hyoïde. Ce dernier, qui se trouve près de la pomme d'Adam, peut être brisé lors d'un suicide par pendaison, mais sa fracture est statistiquement plus fréquente dans les cas de meurtres par strangulation, comme l'indique le Washington Post,.
Le 16 août, le rapport d'autopsie confirme que Jeffrey Epstein s'est suicidé par pendaison. Selon des responsables anonymes cités par le New York Times, il aurait utilisé des draps pour se donner la mort.
D'après le New York Post, il aurait rédigé deux jours avant sa mort un testament confiant sa fortune à un trust dont les bénéficiaires sont inconnus.
Le 30 octobre 2019, le New York Times publie un article remettant en question le premier rapport d’autopsie. Un autre médecin, le Dr Michael Baden, engagé par le frère d’Epstein, réfute la version du suicide, notamment parce qu'Epstein a eu plusieurs fractures de l’os hyoïde.

#### Condamnation des gardiens de la prison
Le 19 novembre 2019, les procureurs fédéraux de New York ont accusé les gardiens du centre correctionnel métropolitain de New York, Michael Thomas et Tova Noel, d'avoir créé de faux dossiers et de complot, après que des images vidéo obtenues par les procureurs ont révélé qu'Epstein avait, en violation de la réglementation, été dans sa cellule sans contrôle pendant huit heures avant d'être retrouvé mort.
Le 22 mai 2021, les deux gardes ont admis avoir falsifié des dossiers, mais ont été épargnés de toute peine de prison en vertu d'un accord avec les procureurs fédéraux. Dans le cadre d'un accord de poursuite différée, les deux policiers ont plaidé coupable, le 25 mai, de falsification de documents et de complot en vue de frauder les États-Unis. Ils ont été condamnés à six mois de liberté surveillée et à cent heures de travaux d'intérêt général.

### JP Morgan
En 2022, le gouvernement américain a poursuivi JP Morgan Chase Bank, alléguant que JP Morgan « a facilité, soutenu et dissimulé le réseau de traite des êtres humains exploité par Jeffrey Epstein ». Une action collective connexe alléguait que la banque avait aidé à structurer les retraits d'importantes sommes d'argent par Epstein.

### Publication d'une liste de noms cités dans des documents liés à l’affaire
Le 19 décembre 2023, la juge new-yorkaise Loretta Preska (en) a ordonné qu'une liste contenant les noms de plus de 170 associés d'Epstein, soit rendue publique le 1er janvier 2024. Toute personne figurant sur la liste avait jusqu’au 1er janvier pour faire appel afin de faire retirer son nom.
En janvier 2024, une liste de noms cités dans des documents est publiée ; des personnalités y figurent, comme Ghislaine Maxwell ou Andrew d'York, mais plusieurs noms sont cachés.

### Vidéo modifiée de la cellule publiée par le FBI
En février 2025, la procureure générale de l'administration Trump, Pam Bondi, a déclaré que la liste des clients de Jeffrey Epstein était « sur [son] bureau » pour examen, et en juin, Elon Musk a allégué que le président Trump lui-même figurait dans les dossiers d'Epstein.
En 8 juillet 2025, cependant, le ministère de la Justice et le FBI ont annoncé qu'il n'y avait aucune liste de clients, aucune preuve qu'Epstein avait fait chanter qui que ce soit ou qu'Epstein s'était suicidé ; ils ont publié des images montrant l'extérieur de la cellule d'Epstein intact - bien que ces images n'aient pas pu être vérifiées de manière indépendante,. Une minute a été trouvée manquante dans la vidéo peu de temps après, où l'horloge passe de 11:58:58 à 12:00:00.
Une enquête de Wired a révélé que la vidéo avait été modifiée malgré l'affirmation du FBI selon laquelle elle était brute, et que près de trois minutes ont été coupées de la vidéo,.

### Révélations concernant Donald Trump
Le 18 juillet 2025, le The Wall Street Journal publie un article avec une lettre à caractère sexuel qu'aurait envoyé Donald Trump à Jeffrey Epstein pour son cinquantième anniversaire. Donald Trump nie en être l’auteur.
Le 23 juillet, le même journal affirme que le président américain aurait été prévenu par le département de la justice que son nom figurait à plusieurs reprises dans les dossiers de l'enquête sur l'affaire Epstein. Le FBI et le DOJ aurait également annoncés au président leur volonté de clôturer l'enquête, et de ne pas en diffuser certains éléments afin de protéger les victimes. Donald Trump dit ne jamais avoir été informé de ces éléments.

### Interrogatoire de Ghislaine Maxwell par Todd Blanche
Le 24 juillet 2025, Todd Blanche qui est Procureur général adjoint des États-Unis intérroge Ghislaine Maxwell sur l'affaire Epstein. Cet interrogatoire est très critiqué par plusieurs personnes comme Chuck Schumer ou CNN, Todd Blanche est l'avocat de Donald Trump qui est cité plusieurs fois dans l'affaire et était très proche de Jeffrey Epstein,.

### Révélations concernant Bill Clinton
Le 25 juillet 2025, une lettre qu'aurait envoyé Bill Clinton à Jeffrey Epstein pour son cinquantième anniversaire est publié. Dans cette lettre il est dit « C’est rassurant, n’est-ce pas, d’avoir duré aussi longtemps, à travers toutes ces années d’apprentissage et de connaissance, d’aventures et de [mot illisible, NDLR], et aussi d’avoir conservé votre curiosité d’enfant, votre volonté de faire la différence et le réconfort de vos amis »,.

## Réseau d'influence

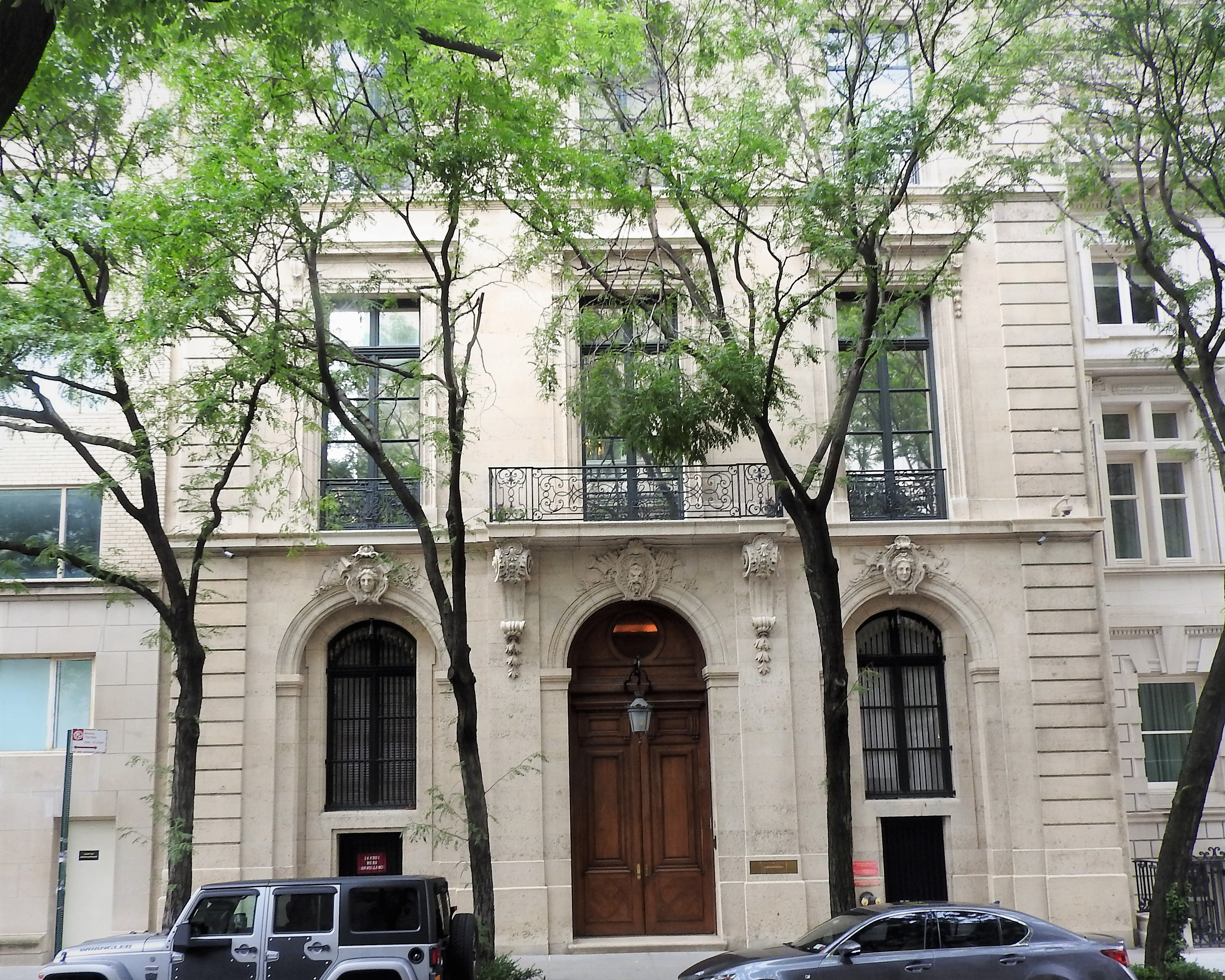
L'hôtel particulier de Jeffrey Epstein à New York.

Depuis plusieurs décennies, Epstein entretenait un réseau de prostitution de mineures alimentant son réseau d'influence. Il a plusieurs résidences à travers le monde et y invite amis et clients.

### Propriétés
- Un hôtel particulier new-yorkais de 2 600 m2 sur neuf étages, avec quarante pièces, dont dix chambres et quinze salles de bains, situé près de la Cinquième Avenue. C'est la plus grande résidence privée de l'arrondissement de Manhattan, la Herbert N. Straus House, ancien siège de la Birch Wathen Lenox School. En 2020, l'hôtel particulier est mis en vente pour le prix record de 88 millions de dollars[85]. Maria Farmer, une des plaignantes, affirme que Jeffrey Epstein y avait placé des caméras cachées dans les chambres et salles de bains pour filmer les « moments privés »[86].
- Une villa à Palm Beach, en Floride
- Un appartement à Paris (22, avenue Foch[87])
- Un ranch de 4 000 hectares avec un manoir à Stanley (Nouveau-Mexique)[88],[5]
- Une maison avec des chambres d'hôtes sur son île privée près de Saint-Thomas, Little Saint James.

### Accusations de chantage
Lors de l'enquête qui débute en 2005, des fouilles de la maison d'Epstein à Palm Beach mènent à la découverte de deux caméras cachées et d'un grand nombre de photos de filles, dont certaines avaient été interrogées par la police lors de l'enquête.
Plusieurs personnes accusent Jeffrey Epstein d'avoir installé un réseau de caméras partout dans ses résidences,, filmant des rapports sexuels compromettant des personnalités à qui il aurait procuré de jeunes femmes. Un tel système aurait été utilisé pour leur faire du chantage, et pourrait potentiellement être l'une des sources de sa fortune,.
Dans une interview accordée en 2017 au Miami Herald, Virginia Giuffre raconte qu'Epstein lui avait demandé d’avoir des rapports sexuels avec des hommes influents pour qu’il connaisse leurs « excentricités sexuelles et puisse les utiliser comme levier, si besoin ».

### Liste des personnes citées dans les documents
Liste établie d'après les documents publiés le 3 janvier 2024,.
À cause de la désinformation, des personnalités publiques majeures ont été faussement accusées de complicité avec Jeffrey Epstein, notamment Jimmy Kimmel, Stephen Hawking, Oprah Winfrey, Tom Hanks et Elon Musk.
 États-Unis
- Bill Richardson : Ghislaine Maxwell aurait envoyé Virginia Giuffre pour avoir des relations sexuelles avec lui (déposition 2016 de Virginia Giuffre - p. 34 et suivantes).
- Marvin Minsky : Ghislaine Maxwell aurait envoyé Virginia Giuffre pour avoir des relations sexuelles avec lui (déposition 2016 de Virginia Giuffre - p. 204 et suivantes).
- Glenn Dubin : Ghislaine Maxwell aurait envoyé Virginia Giuffre pour avoir des relations sexuelles avec lui (déposition 2016 de Virginia Giuffre - p. 34 et suivantes).

 Royaume-Uni
- Andrew d'York : Ghislaine Maxwell aurait envoyé Virginia Giuffre pour avoir des relations sexuelles avec lui (déposition 2016 de Virginia Giuffre - p. 34 et suivantes). Le Prince Andrew a évité un procès en concluant un accord avec la plaignante en 2022 (accord qui prévoyait qu'il puisse déclarer n'avoir commis aucun acte répréhensible).

 France
- Jean-Luc Brunel : Ghislaine Maxwell aurait envoyé Virginia Giuffre pour avoir des relations sexuelles avec lui (déposition 2016 de Virginia Giuffre - p. 34 et suivantes).
- Le directeur d'une grande chaîne d'hôtels français : Ghislaine Maxwell aurait envoyé Virginia Giuffre pour avoir des relations sexuelles avec lui, lors d'un passage en France pour l'anniversaire de Naomi Campbell (déposition 2016 de Virginia Giuffre - p. 34 et suivantes).

## Suites judiciaires de l'affaire sur des personnalités

### Enquête en France

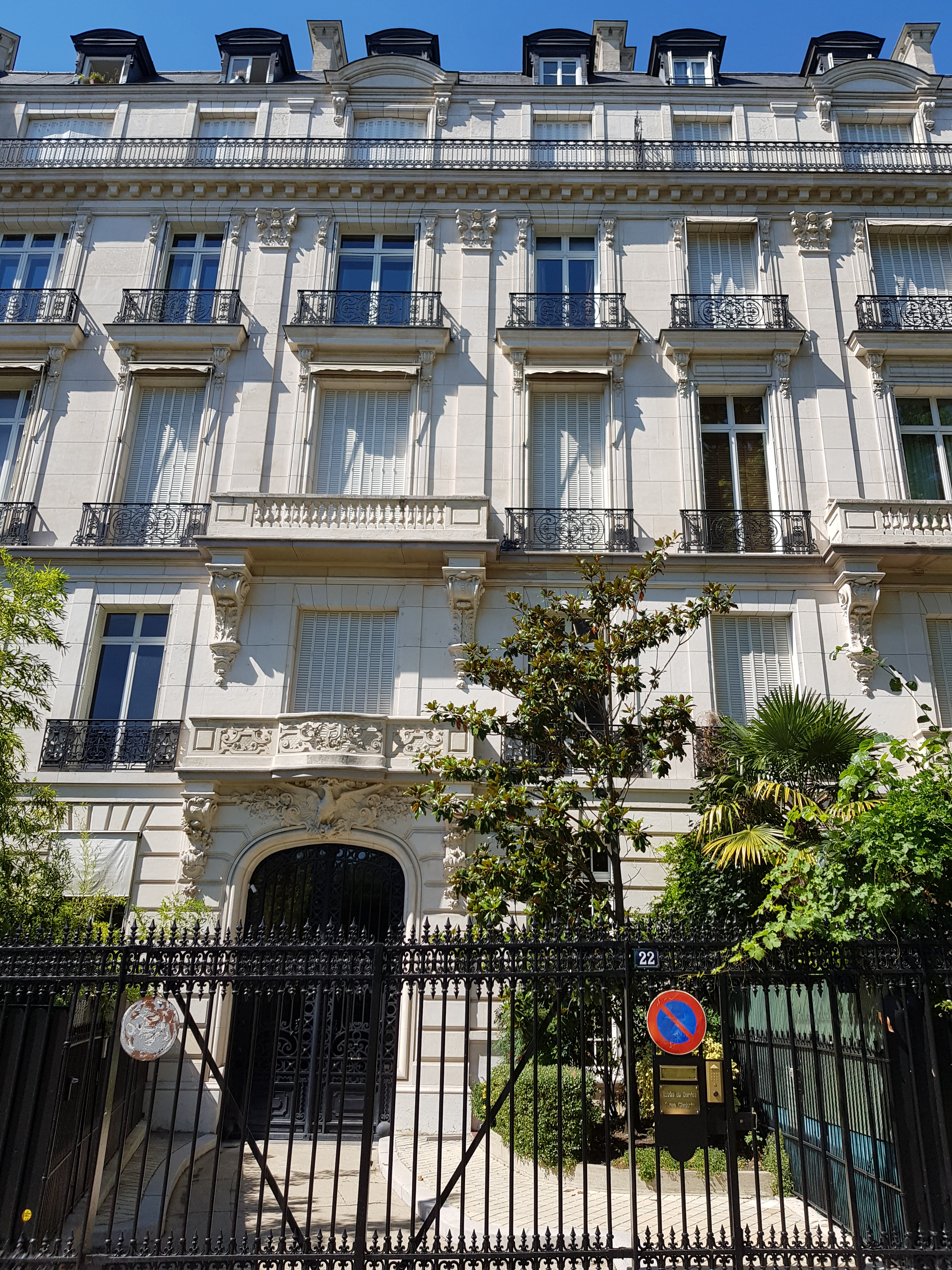
No 22, avenue Foch, Paris : immeuble dans lequel Jeffrey Epstein possédait un appartement de 800 m2 qu'il occupait lors de ses séjours parisiens.

Jeffrey Epstein possédait plusieurs appartements à Paris, où il aurait reçu de nombreux massages payés. Fin août 2019, le parquet de Paris ouvre une enquête préliminaire pour « viols » et « agressions sexuelles », notamment sur mineurs, impliquant des infractions sur territoire français, ou à l'étranger et impliquant des personnes françaises comme auteurs ou victimes. À Paris, Jeffrey Epstein a entretenu des liens avec Jean-Luc Brunel, l'agent de mannequins français, et aurait accueilli divers ministres et ex-ministres français, le seul nom cité étant celui de Jack Lang,.
En 2020, les secrétaires d'État chargés de l'Égalité entre les femmes et les hommes Marlène Schiappa et de la Protection de l'enfance Adrien Taquet réclament l'ouverture d'une enquête en France. L’association Innocence en danger réclame que la justice française se saisisse du dossier, soulignant que « la France est concernée par ce dossier puisque des investigations menées par le FBI font apparaître plusieurs personnes de nationalité française ». Elle cite notamment une « source fiable » indiquant que « plusieurs victimes du réseau prostitutionnel créé par Jeffrey Epstein et ses complices sont également de nationalité française »,,.
Déjà, en 2001, Karen Mulder s'était rendue à la 1re DPJ (direction de la police judiciaire) mettant en cause un membre de son entourage ainsi qu'un certain nombre de personnalités qui, selon elle, l'auraient agressée sexuellement, puis invitée sur le plateau de Thierry Ardisson pour son émission Tout le monde en parle révélait avoir été violée par une « tête couronnée » et des dirigeants d'une agence de mannequins.
Figurant dans le « carnet noir » de Jeffrey Epstein, le représentant des Hauts-de-France au Royaume-Uni et ancien directeur délégué du Figaro, Jean-Paul Mulot, dénonce un complot fin août 2019,,.
Le 21 août 2019, l'appartement parisien de Jeffrey Epstein a été visité par son intendant, un Franco-brésilien, au service du milliardaire pendant dix-huit ans, mandaté par le « Trust 1953 ». Le journal La Dépêche se questionne s'il s'agit d'une volonté de faire disparaître des documents ou des éléments compromettants avant le passage des enquêteurs français.
En septembre 2019, l’appartement parisien du financier américain, situé au 22, avenue Foch, et une agence de mannequins sont perquisitionnés par les enquêteurs. Le 15 novembre suivant, un appel à témoins est lancé par la police française, qui s’intéresse notamment à l’agent de mannequins français Jean-Luc Brunel, accusé de viols par plusieurs anciens top-modèles,.

### Arrestation de Ghislaine Maxwell
Le 2 juillet 2020, Ghislaine Maxwell est arrêtée par le FBI dans la ville de Bradford dans l'État du New Hampshire. Présentée à un juge fédéral dans la journée, Maxwell est formellement inculpée de six chefs d'accusation, notamment d'incitation à des actes sexuels illégaux et d'avoir « aidé, facilité et contribué aux agressions sur mineures de Jeffrey Epstein », de 1994 à 1997. Le 6 juillet suivant, elle est placée en détention provisoire dans la prison du Metropolitan Detention Center, à New York. Quelques jours plus tard, sa demande de remise en liberté sous caution est rejetée et un juge fédéral de Manhattan fixe l’ouverture de son procès au 12 juillet 2021, avec maintien en détention en attente de procès. Ghislaine Maxwell encourt une peine allant jusqu'à 35 ans de prison.
Selon le Daily Mail, Ghislaine Maxwell serait en possession d'une collection de vidéos montrant plusieurs personnalités influentes, Jeffrey Epstein, ainsi que des filles mineures dans des actes sexuels. Selon l'ami interviewé par le Daily Mail, Ghislaine Maxwell serait « en danger de mort ».
La rumeur qui affirme que Jeffrey Epstein aurait été assassiné existe ; les avocats de Ghislaine Maxwell auraient ainsi obtenu qu'elle soit déplacée de cellule en cellule afin qu'elle ne soit pas tuée.
Reconnue coupable de complicité de trafic sexuel, Ghislaine Maxwell est condamnée le 28 juin 2022 à vingt ans de prison, devenant ainsi l’unique mise en cause condamnée dans cette affaire.
Les avocats de Ghislaine Maxwell, saisissent le 29 juillet 2025, la Cour suprême des États-Unis, visant à annuler, sa condamnation pour trafic sexuel.

### Prince Andrew
Virginia Giuffre affirme qu’elle a rencontré le prince Andrew le 18 mars 2001, dans un night-club londonien (le Tramp), alors qu’elle n’avait que 17 ans. Virginia Giuffre émet un témoignage très précis de la soirée où ils se sont rencontrés, lors de laquelle le prince Andrew transpirait beaucoup en dansant. Elle dit avoir ensuite couché avec lui dans une maison du quartier chic de Belgravia appartenant à Ghislaine Maxwell. Une relation sexuelle forcée, qui a été suivie de deux autres à New York et dans les Caraïbes, alors qu’elle était cette fois majeure. Virginia Giuffre évoque les pratiques sexuelles du duc d'York. « Il aimait mes pieds et léchait même entre mes orteils, écrit la plaignante. Il y avait un manque de passion dans l'intimité que nous partagions, pour lui j'étais juste une autre fille et pour moi c'était juste un autre travail ».
Le samedi 16 novembre 2019, à la BBC, le prince Andrew répondant aux questions d’Emily Maitlis, présentatrice de Newsnight sur BBC Two, a nié avoir eu des relations sexuelles avec Virginia Giuffre quand elle était mineure. Le prince Andrew se défend et déclare que « ce jour-là, le 10 mars, j’étais à la maison, j’étais avec les enfants, j’ai emmené Béatrice dans une pizzeria », « à une fête à Pizza Express à Woking ».
La défense du prince Andrew déclare que « le duc d'York a proposé au moins trois fois son assistance en tant que témoin au département de la Justice ». Toutefois, Geoffrey Berman, le procureur fédéral de Manhattan, chargé des investigations sur Epstein, répond qu'« aujourd'hui, le prince Andrew s'est encore une fois présenté faussement au public comme ayant hâte de coopérer à une enquête criminelle fédérale en cours » qu'il avait « plusieurs fois refusé de caler un entretien avec les autorités américaines » et qu'il les avait informées « clairement il y a près de quatre mois qu'il ne se rendrait pas à un tel entretien ». « Si le prince Andrew souhaite sérieusement coopérer, nos portes restent ouvertes et nous attendons de savoir quand nous devons nous attendre à le voir ».
Le témoignage de Shukri Walker assure avoir vu le prince Andrew en compagnie de Jeffrey Epstein dans une boîte de nuit où se trouvait également Virginia Giuffre : « Je me souviens de lui dansant et bavardant avec la jeune fille ». Et elle a bien reconnu le prince Andrew pour lui avoir involontairement marché sur le pied durant cette soirée, indiquant qu'« il a souri et a dit : "pas de problème" ».
En décembre 2020, lors de l'éclatement de l'affaire Peter Nygård, ses liens avec le prince Andrew ont rappelé ceux du prince avec Jeffrey Epstein, lors de l'affaire Epstein.
Il est déchu de ses titres militaires et de ses parrainages associatifs, avec l'accord de la reine, en janvier 2022, au lendemain de l'annonce par la justice américaine du non-classement de la plainte le visant.

### Jean-Luc Brunel
En 2015, Virginia Giuffre affirme au sujet de Jean-Luc Brunel : « À de nombreuses reprises, j'ai eu des rapports sexuels avec lui entre 16 et 19 ans. Il ne se souciait pas de la conversation, mais juste du sexe. Brunel dirigeait une sorte d'agence de mannequins. Il amenait des jeunes filles (âgées de 12 à 24 ans) aux États-Unis à des fins sexuelles. Jeffrey Epstein m'a dit qu'il avait couché avec plus d'un millier de filles de Brunel. Et tout ce que j'ai vu semble le confirmer… ».
Virginia Roberts Giuffre se souvient aussi d'avoir rencontré trois jeunes filles de 12 ans que Jeffrey Epstein aurait fait venir par avion pour son anniversaire, par l'intermédiaire de Jean-Luc Brunel : « C'était un cadeau surprise d'un de ses amis, Jean-Luc Brunel. Elles venaient de France. Je les ai vues, je les ai rencontrées », dit-elle. Elle ajoute : « Il m'a raconté comment Brunel les avait achetées à Paris à leurs parents, en leur offrant de l'argent, des visas et des perspectives de carrière de mannequin. Leurs parents avaient besoin d'argent ».
Le 17 décembre 2020, Brunel est arrêté à l'aéroport de Paris-Charles-de-Gaulle alors qu'il s'apprêtait à embarquer pour le Sénégal. Il est mis en examen pour viols sur mineur et harcèlement sexuel et placé en détention provisoire à la Prison de la Santé, à Paris. Il est également placé sous le statut de témoin assisté dans le cadre de l'affaire Epstein.
Le 19 février 2022, il est retrouvé pendu dans sa cellule de la prison de la Santé, à Paris, à l'âge de 75 ans.

### Glenn Dubin
En août 2019, des documents non scellés ont révélé des liens entre Glenn Dubin et Jeffrey Epstein, y compris des allégations d'implication dans son réseau d'abus sexuels. L'ancien directeur de maison des Dubin, Rinaldo Rizzo, a décrit une rencontre chez eux, en 2005, avec une fille de 15 ans employée comme nounou. Rizzo a déclaré que la fille, qui tremblait et pleurait, lui avait dit qu'elle avait subi des pressions de Ghislaine Maxwell pour avoir des relations sexuelles avec Epstein, Maxwell prenant son passeport lorsqu'elle refusait. Un mois après son arrivée à son emploi, selon The Daily Beast, les Dubin ont emmené la fille avec eux en Suède, où elle a été déposée dans un aéroport. Les documents judiciaires non scellés provenaient d'un procès intenté en 2015 contre Maxwell par Virginia Roberts Giuffre, qui a nommé plusieurs personnes comme participants au programme de trafic sexuel d'Epstein, mentionnant Glenn Dubin comme l'un des hommes avec lesquels Epstein et Maxwell l'ont forcée à avoir des relations sexuelles.
En septembre 2020, le procureur général des îles Vierges américaines a cité Dubin à comparaître dans le cadre de leur enquête sur Jeffrey Epstein,,.

## Filmographie
- 2024 : Scoop de Philip Martin